# Kofi Annan

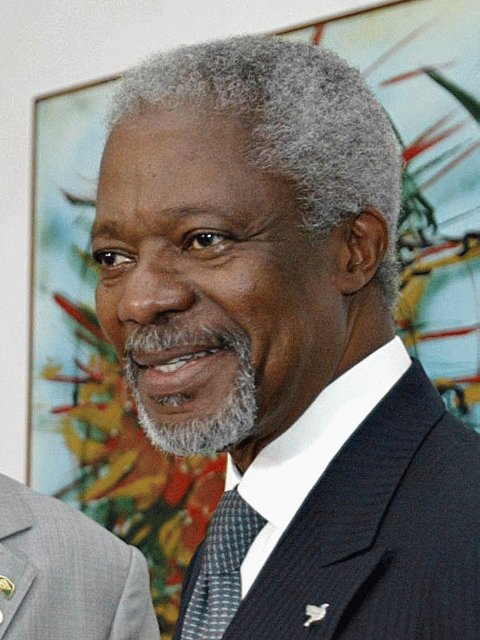
Kofi Annan

Kofi Atta Annan (n. 8 aprilie 1938, Kumasi, Ghana – d. 18 august 2018, Berna, Berna, Elveția) a fost politician ghanez, al VII-lea Secretar General al Națiunilor Unite. A primit Premiul Nobel pentru Pace în anul 2001.

## Biografie
Kofi Annan s-a născut în Kumasi, Ghana din părinții Henry Reginald și Victoria Annan. Numele său de botez, Kofi, înseamnă „născut într-o vineri”. Annan a fost geamăn, un eveniment special în cultura din Ghana. Sora lui, Efua, a murit în 1991.
Familia lui Annan a făcut parte din elita țării - bunicii și unchii săi au fost șefi de trib. Tatăl său era jumătate din tribul Asante și jumătate Fante, pe când mama sa era în totalitate de cultură Fante.
După o carieră la Organizația Mondială a Sănătății și apoi la Organizația Națiunilor Unite, Annan a devenit secretar-general a ONU pe 13 decembrie 1996.
Kofi Annan a fost căsătorit cu Nane Maria Annan (născută Lagergren) din Suedia, o artistă și avocată. Annan are trei copii.

## Citat
- Astăzi trăim într-o lume în care un om are mai multe șanse să fie judecat dacă ucide o singură persoană decât dacă ucide 100.000! (în Le Nouvel Observateur, 3.12.98)